# Diana Penty
Diana Penty (n. 2 de noviembre de 1985) es una modelo y actriz india que aparece en películas de Bollywood. Debutó como actriz en la película del director Homi Adajania: Cocktail (2012), una comedia romántica de gran éxito.

## Vida personal
Penty nació en Mumbai siendo hija de padres cristianos. Se graduó con una licenciatura en Medios Masivos grado de St. Universidad de Xavier en Mumbai.

## Carrera

### Como modelo
Comenzó su carrera de modelo cuando sus fotos fueron enviadas a Elite Model Management, al que le gustaba su trabajo y le sugirió asumir tareas de modelado. Su primer proyecto como modelo implicaba caminar por la rampa durante el Indo- Festival italiano en septiembre de 2005. Después de modelar para el Delhi y Mumbai semanas de la moda en 2006, más tarde trabajó con los diseñadores de la talla de Rina Dhaka, Rohit Bal y Rodricks Wendell.
Además, Penty ha aparecido en varias portadas de revistas, en julio de 2012 en cuestión de la revista Vogue India, en octubre de 2012 en la edición de Elle India, en enero de 2013 en cuestión de Verve.

## Premios y nominaciones
| Año  | Película | Premio                           | Categoría                           | Resultado |
| ---- | -------- | -------------------------------- | ----------------------------------- | --------- |
| 2012 | Cocktail | Vogue Beauty Awards              | Debut Mujer                         | Ganador   |
| 2012 | Cocktail | UK Bollywood Cosmopolitan Awards | Mejor Debut (Mujer)                 | Ganador   |
| 2012 | Cocktail | BIG Star Entertainment Awards    | Actriz más atractiva Debut - Mujer  | Nominado  |
| 2013 | Cocktail | ETC Bollywood Business Awards    | Debut más rentable (Mujer)          | Nominado  |
| 2013 | Cocktail | Screen Awards                    | Actriz Más Prometedora - Mujer      | Nominado  |
| 2013 | Cocktail | Zee Cine Awards                  | Mejor Debut Femenino                | Nominado  |
| 2013 | Cocktail | Renault Star Guild Awards        | Mejor Debut Femenino                | Pendiente |
| 2013 | Cocktail | Renault Star Guild Awards        | Mejor Actriz en un Papel Secundario | Pendiente |